# Pseudostenophylax xuthus
Pseudostenophylax xuthus är en nattsländeart som beskrevs av Wolfram Mey 1997. Pseudostenophylax xuthus ingår i släktet Pseudostenophylax och familjen husmasknattsländor. Inga underarter finns listade i Catalogue of Life.